# ترووبلیتسه
ترووبلیتسه (به لاتین: Troubelice) یک منطقهٔ مسکونی در جمهوری چک است که در شهرستان اولوموتس واقع شده‌است. ترووبلیتسه ۱۸٫۸۴ کیلومتر مربع مساحت و ۱٬۹۰۳ نفر جمعیت دارد و ۳۱۷ متر بالاتر از سطح دریا واقع شده‌است.